# Erycina pusilla
Erycina pusilla es una especie de orquídea epífita originaria de América tropical.

## Descripción
Es una orquídea de tamaño diminuto, que prefiere el clima cálido y que presenta las hojas en forma de abanico,se encuentra en las ramas como epífita, las hojas están comprimidas, son  lanceoladas, semi carnosas y agudas. Florece en una corta inflorescencia de 2 cm de largo, axilar, con flores individuales aovadas, y agudas brácteas florales. La floración se produce desde el otoño hasta la primavera.

## Distribución y hábitat
Se encuentra en Nicaragua, Costa Rica, Panamá, Colombia, Ecuador, Perú, Trinidad, Venezuela, Surinam, Guyana y Guyana Francesa en los árboles y arbustos en los pastos, plantaciones de café y los bosques húmedos en alturas desde 500 hasta 950 metros.

## Sinónimos
- Cymbidium iridifolium Sw. ex Steud. 1840
- Cymbidium pusillum Sw. 1799
- Epidendrum pusillum L. 1763
- Epidendrum ventilabrum Vell. 1827
- Erycina allemanii (Barb.Rodr.) N.H.Williams & M.W.Chase 2001
- Erycina pusilla (L.) N.H.Williams & M.W.Chase 2001
- Oncidium allemanii Barb.Rodr. 1882
- Oncidium iridifolium H.B.K. 1816
- Oncidium pusillum (L.) Rchb.f. 1863
- Oncidium pusillum var. megalanthum Schltr. 1924
- Psygmorchis allemanii (Barb.Rodr.) Garay & Stacy 1974
- Psygmorchis pusilla (L.) Dodson & Dressler 1972
- Tolumnia pusilla (L.) Hoehne 1949[2]